# Nome des Deux sceptres

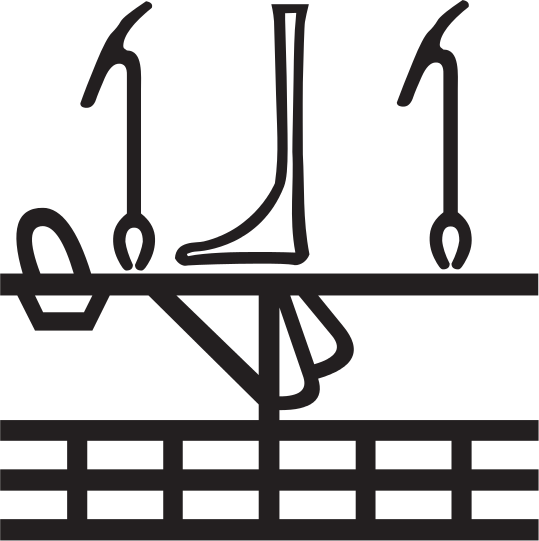
Hiéroglyphe symbole du Nome.

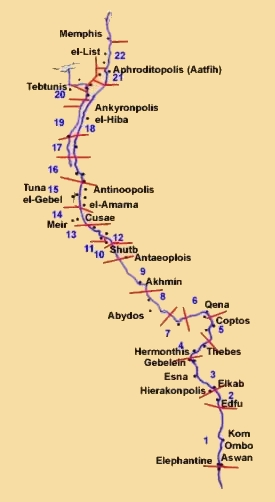
Les nomes de Haute-Égypte

Le nome des Deux sceptres (Wȝb.wy) est l'un des 42 nomes (division administrative) de l'Égypte antique. C'est l'un des vingt-deux nomes de la Haute-Égypte et il porte le numéro dix-neuf.

## Géographie
Ce nome faisait près de 42 km de long selon la liste des nomes de Sésostris Ier. Le nome était très lié à l'oasis de Bahariya comme l'ont montré les nombreux papyrus découverts dans la ville d'Oxyrhynque et daté de la période romaine. Le nome était situé entre le nome du Chacal (17e) au sud et le nome supérieur du Laurier rose (20e) au nord, avec le nome du Faucon aux ailes déployées (18e) à l'est,. Cependant, la frontière orientale avec le 18e nome n'est pas située avec certitude. Selon Pierre Montet, le nome s'étendant a minima sur la rive occidentale du Bahr Youssouf et peut-être , dans la partie nord du nome, sur une territoire entre Bahr Youssouf et Nil. Selon la carte de Michel Dessoudeix, le nome s'étendait entièrement sur les deux rives du Bahr Youssouf, sa frontière orientale avec le nome du Faucon aux ailes déployées (18e) était en fait le Nil.

## Histoire
Pendant le règne de Sésostris Ier, la liste des nomes qu'il a faite graver indique que la ville principale était Ounes (Wns), non localisée. À un moment donné, la capitale du nome a été changée ; en effet, le papyrus Wilbour (règne de Ramsès V), mais aussi encore plus tard un texte du temple d'Horus à Edfou de la période ptolémaïque, nomment tout deux Seper-Merou, une ville de Seth, comme capitale du nome. La ville d'Oxyrhynque sera également considérée à la fin de l'histoire égyptienne comme la capitale du nome.

## Divinités locales
Le grand dieu de la ville de Seper-Merou était Seth. Un temple de sa parèdre Nephtys s'y trouvait également. Y étaient également vénérés selon la liste de Sésostris Ier le fétiche Ouabouy.
La ville d'Oxyrhynque vénérait l'oxyrhynque, correspondant à deux variétés de poissons de la famille des mormyridae et qui était peut-être lié initialement à Seth mais qui semble être un aspect d'Hathor à la Basse Époque. À la période grecque, des temples étaient construits dans cette ville en l'honneur de Sarapis, Zeus Ammon, Héra-Isis, Atargatis-Bethnnis et Osiris.

## Lieux principaux
- Ounes[8]
- Oxyrhynque[8]
- Seper-Merou
- Chysis (village moderne de Shusha)
- Senokomis (village moderne de Deir el-Sanquriya)
- Senekeleu (village moderne de Saqula)
- Psôbthis (village moderne de Saft Abu Girg)
- Tholthis (village moderne de Talt wal-Quli'a)
- Tampemou (village moderne de Tanbu)
- Phthochis (village moderne d'Abtuga)
- Seryphis (village moderne d'Eshruba)
- Palosis (village moderne de Belhasa)
- Pela (village moderne de Bella el-Mostagedda)
- Artapatou Epoikion (village moderne de Bartabat el-Gebel)
- Kerkehyris